# Pontailler-sur-Saône
Pontailler-sur-Saône is een gemeente in het Franse departement Côte-d'Or (regio Bourgogne-Franche-Comté). De plaats maakt deel uit van het arrondissement Dijon. Pontailler-sur-Saône telde op 1 januari 2022 1.285 inwoners.

## Geografie
De oppervlakte van Pontailler-sur-Saône bedroeg op 1 januari 2022 13,17 vierkante kilometer; de bevolkingsdichtheid was toen 97,6 inwoners per km².
{
De onderstaande kaart toont de ligging van Pontailler-sur-Saône met de belangrijkste infrastructuur en aangrenzende gemeenten.

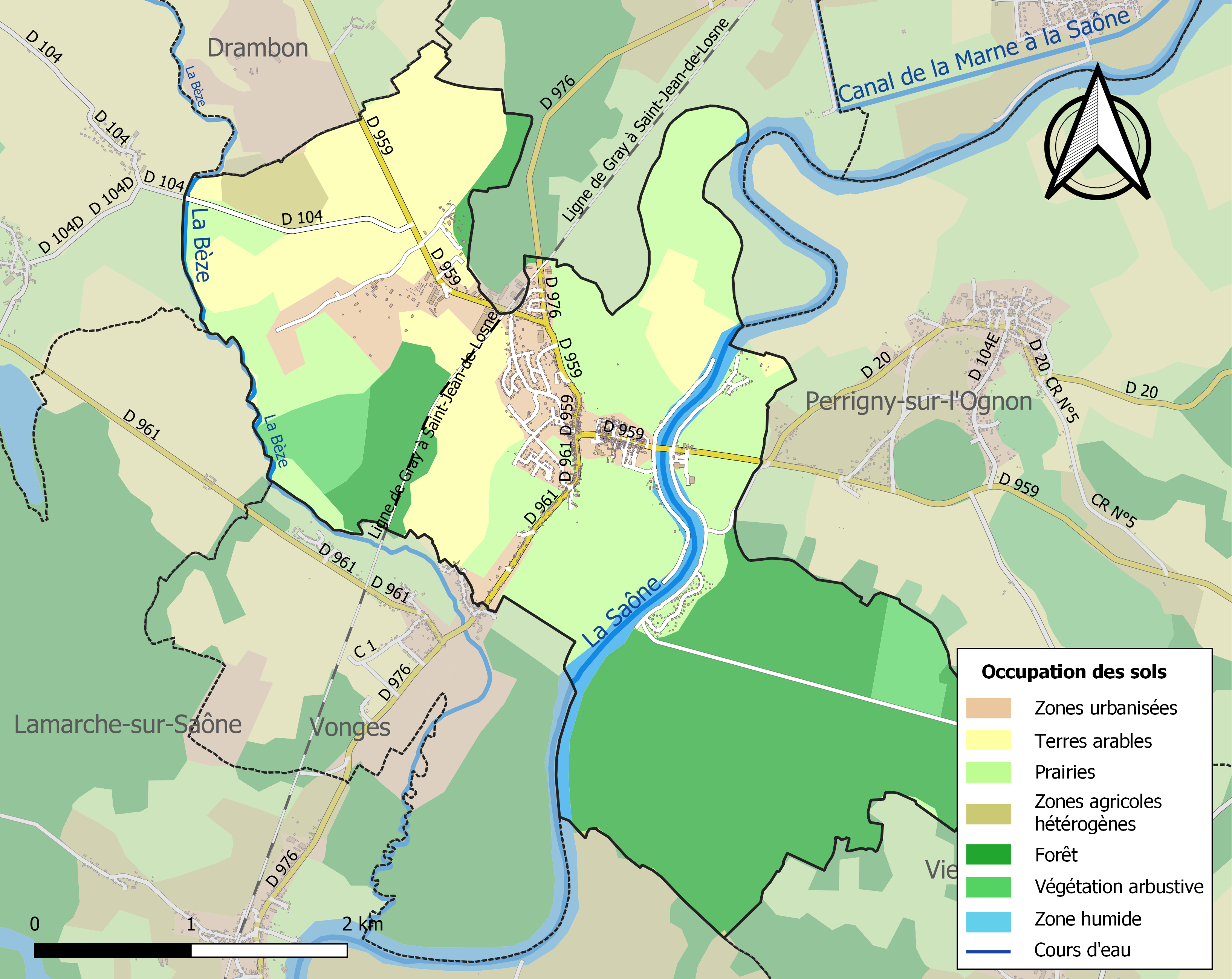

## Demografie
Onderstaande figuur toont het verloop van het inwonertal (bron: INSEE-tellingen).